# Sağır, Yalvaç
Sağırköy là một xã thuộc huyện Yalvaç, tỉnh Isparta, Thổ Nhĩ Kỳ. Dân số thời điểm năm 2011 là 273 người.